# 남에게주
남에게주(그리스어: Περιφέρεια Νοτίου Αιγαίου)는 그리스의 13주 가운데 하나로 주도는 시로스섬에 위치한 에르무폴리이며 면적은 5,285.99km2, 인구는 309,015명(2011년 기준), 인구 밀도는 58명/km2이다. 에게해 남부의 키클라데스 제도와 도데카니사 제도가 이에 속한다. 남에게주의 경제·사회·관광의 중심지인 로도스에 예하 관청이 있다.